# Enoch Mgijima Local Municipality
Enoch Mgijima (englisch Enoch Mgijima Local Municipality) ist eine Lokalgemeinde im Distrikt Chris Hani der südafrikanischen Provinz Ostkap. Sie entstand am 3. August 2016 aus den drei Gemeinden Inkwanca, Lukhanji und Tsolwana. Der Verwaltungssitz befindet sich in Komani (Queenstown). Bürgermeisterin ist Luleka Elizabeth Gubhula-Mqingwana.
Der Gemeindename bezieht sich auf den örtlichen Geistlichen Enoch Mgijima.

## Städte und Orte
| - Ezibeleni - Hewu - Hofmeyer - Ilinge - Inkwanca - Komani (Queenstown) - Lesseyton - Lukhanji | - Luxolweni - Masakhe - McBridge - Mitfort - Mlungisi - Molteno - Queenstown - Sada | - Sterkstroom - Tambo - Tarkastad - Tentergate - Thornhill - Tsolwana - Whittlesea - Zola |

## Bevölkerung
2011 lebten in dem Gebiet 245.975 Einwohner auf einer Fläche von 13.584 Quadratkilometern. Im Jahr 2016 war die Einwohnerzahl auf 267.011 gestiegen.